# Мартынчик (река)
Мартынчик — река в России, протекает по Липецкой области. Устье реки находится в 251 км по правому берегу реки Воронеж. Длина реки составляет 29 км, площадь водосборного бассейна 362 км².

## Притоки (км от устья)
- 11 км: река без названия, у с. Замартынье

## Данные водного реестра
По данным государственного водного реестра России относится к Донскому бассейновому округу, водохозяйственный участок реки — Воронеж от истока до города Липецк, без реки Матыра, речной подбассейн реки — бассейны притоков Дона до впадения Хопра. Речной бассейн реки — Дон (российская часть бассейна).
Код объекта в государственном водном реестре — 05010100512107000002757.